# Mesófilo (ecología vegetal)
En ecología vegetal y biogeografía, se llama mesófilas a las plantas que prefieren condiciones ambientales moderadas, especialmente en lo relativo a la humedad. Se distinguen así de las plantas xerófilas (o xerófitas) y de las plantas acuáticas. Además, el adjetivo se aplica a formaciones vegetales caracterizadas por esas plantas; se usa extensamente, por ejemplo, bosque mesófilo para designar distintos tipos de bosques que, en su contexto geográfico, se distinguen de otros que crecen en ambientes secos, como el bosque de niebla de las montañas de México, o el bosque caducifolio de verano en la península ibérica.
- Datos: Q130101674